# Staroměstské náměstí
Staroměstské náměstí (oficiální název od roku 1895, slangově dnes Staromák, dříve také Velké náměstí, od 13. století Staré tržiště, od 14. století Staroměstský rynk, v 18. století nejčastěji Staroměstský plac či Velké (Staroměstské) náměstí, ve druhé polovině 19. století až do roku 1895 už pouze Velké náměstí, staropražsky Velký Rynek, německy Altstädter Ring) je náměstí v Praze v centru Starého Města a historického jádra velkoměsta vůbec. Rozkládá se na ploše více než 9000 m². Prochází tudy královská cesta.
Staroměstské náměstí obklopují historické stavby, z nichž vyniká Staroměstská radnice s orlojem, Týnský chrám, husitský kostel svatého Mikuláše, palác Kinských a dům „U Kamenného zvonu“. Na náměstí stojí pomník mistra Jana Husa a Mariánský sloup. Renesanční, barokní a rokokové domy po obvodu náměstí mají románské a gotické základy.

## Historický vývoj

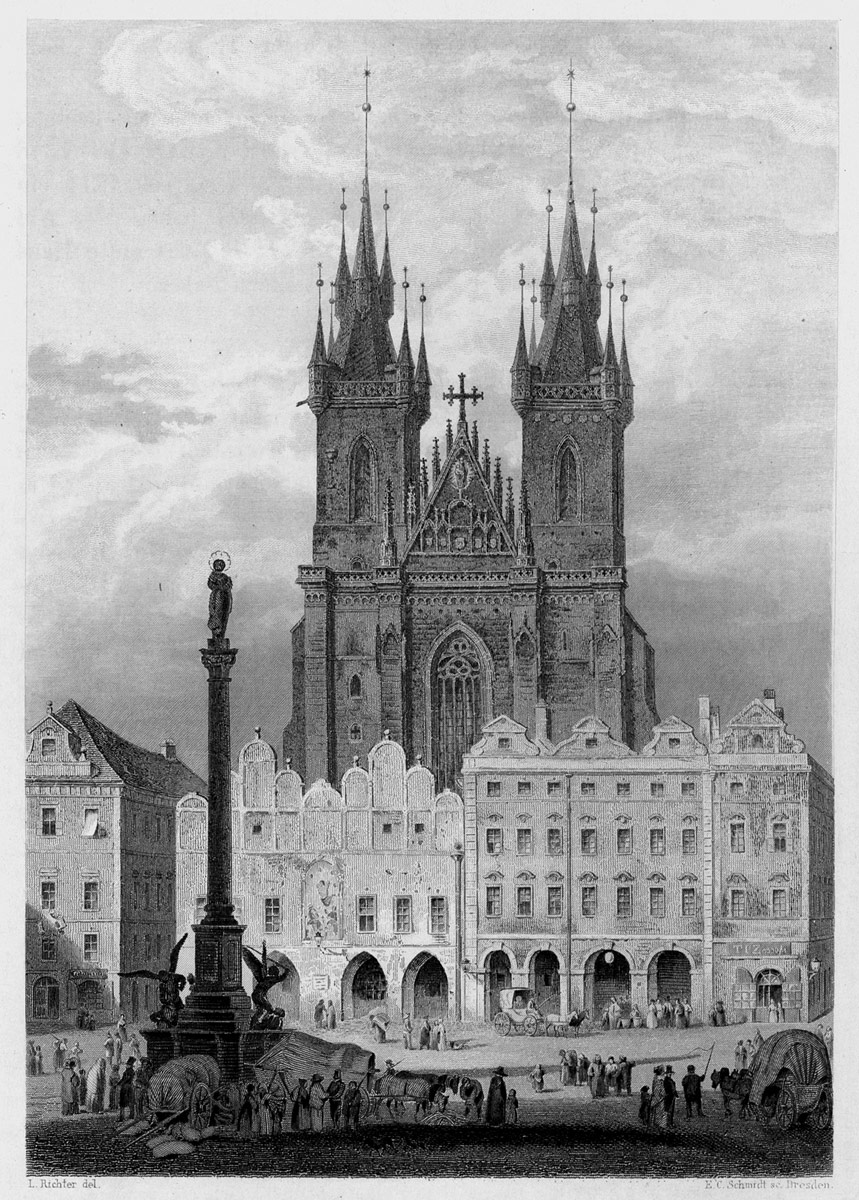
Staroměstské náměstí roku 1841 s mariánským sloupem a kostelem Matky Boží před Týnem

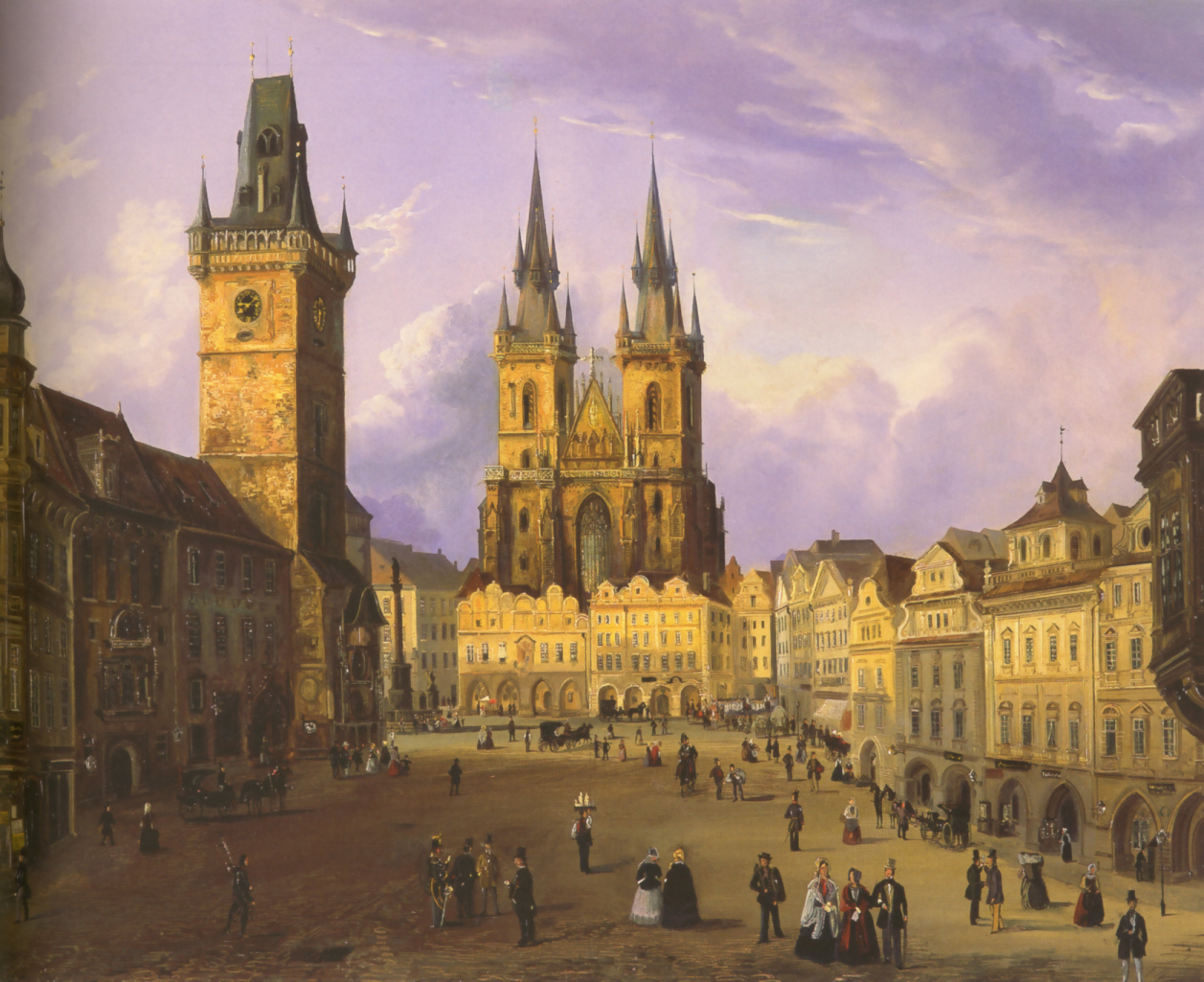
Staroměstské náměstí roku 1853

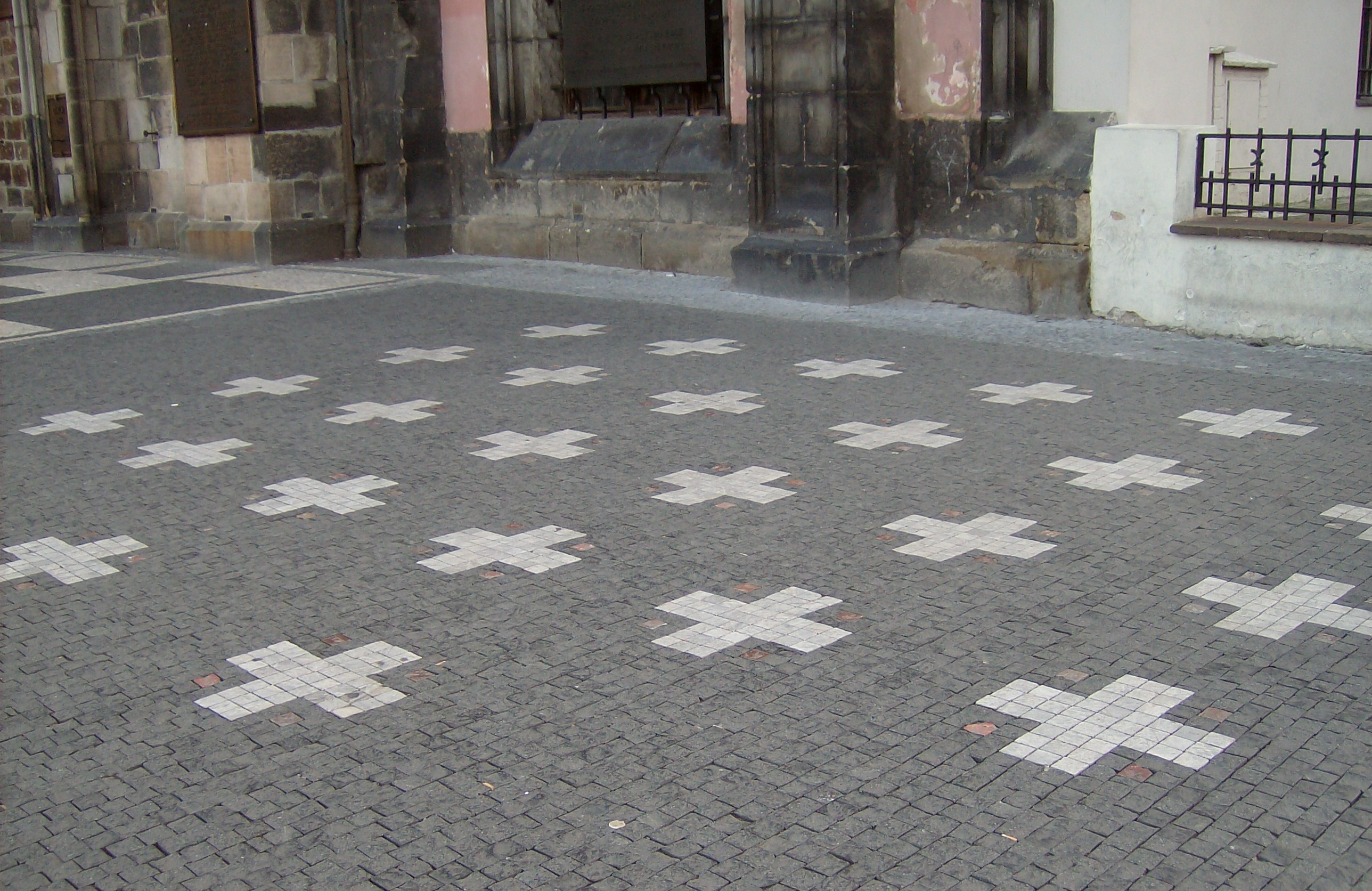
27 křížů připomínalo popravu 27 představitelů stavovského povstání v roce 1621 až do roku 2021

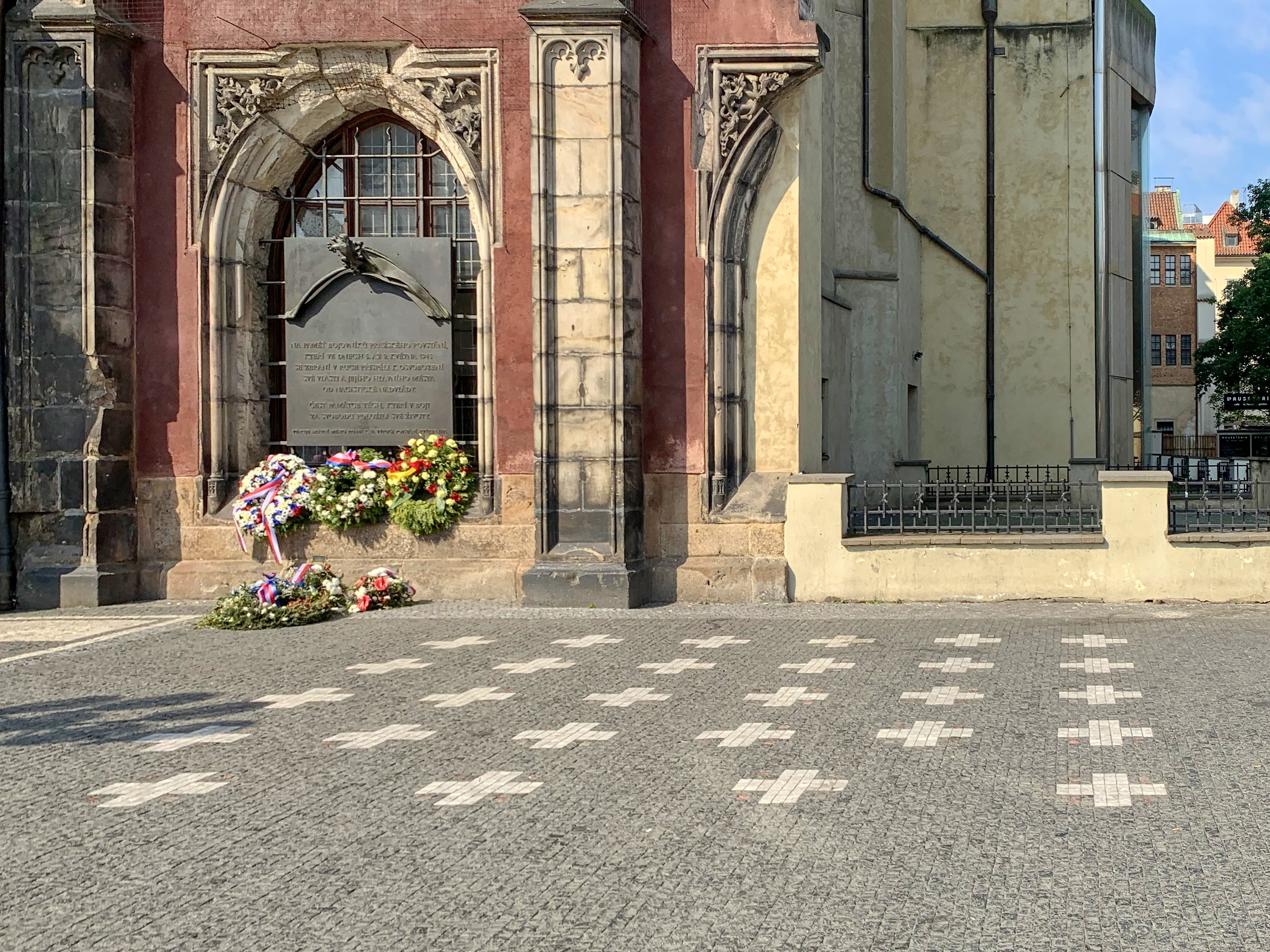
Od roku 2021 je křížů 28

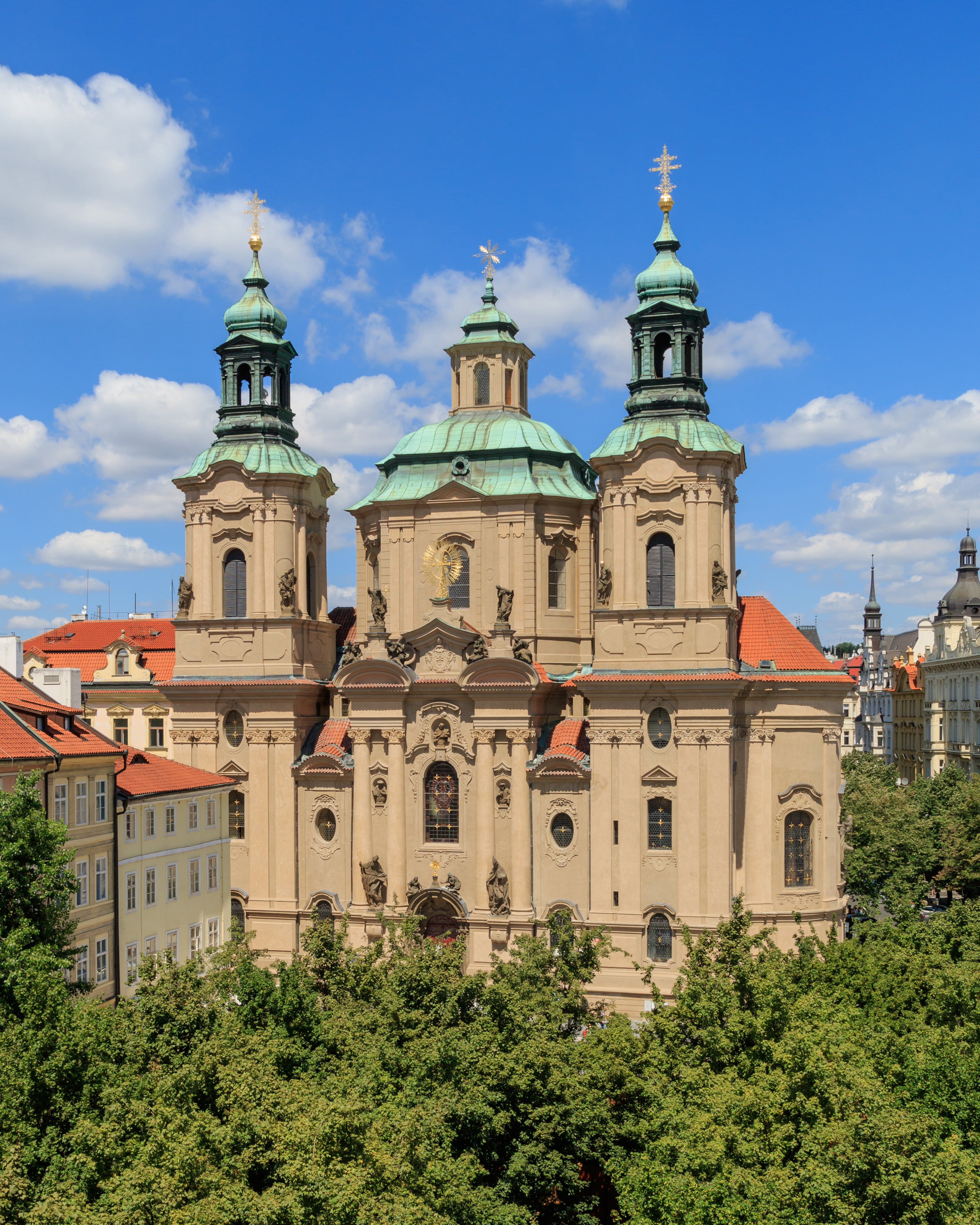
Kostel sv. Mikuláše

V 11. století se zde nacházelo tržiště s pravidelně se konajícími trhy. K roku 1211 je zde doložen správce, který na tržišti vybíral poplatky. V roce 1338 udělil král Jan Lucemburský Starému Městu povolení na stavbu radnice. Konaly se zde i významné události – došlo tu ke vzpouře po popravě Jana Želivského. Po stavovském povstání bylo 21. června 1621 před radnicí popraveno 27 českých pánů. 
V letech 1838–1848 vznikla novogotická přístavba Staroměstské radnice. Koncem 19. století začaly přes náměstí jezdit tramvaje. V roce 1902 se zde manifestovalo za zavedení všeobecného hlasovacího práva; tehdy také – v rámci pražské asanace – byl zbořen Krennův dům uzavírající plochu Staroměstského náměstí před kostelem svatého Mikuláše. V roce 1915 byl na náměstí odhalen Pomník mistra Jana Husa, při příležitosti 500. výročí jeho smrti. 14. října 1918 se zde konala demonstrace za vyhlášení nezávislosti na Rakousku-Uhersku. Po vzniku Československa, 3. listopadu 1918, byl stržen mariánský sloup z roku 1650, který byl obnoven roku 2020.
Část Staroměstské radnice, silně poškozená za Pražského povstání v roce 1945 byla po skončení druhé světové války stržena, čímž se odkryla zadní strana některých domů. 
27 bílými kříži bylo v rámci opravy Staroměstské radnice po druhé světové válce označeno místo kde bylo roku 1621 popraveno 27 českých pánů v dlažbě před radniční věží, kde stálo popravčí jeviště. Nedaleká pamětní deska na zdi se jmény popravených je z roku 1911. Umělecká skupina Ztohoven přidala 20. června 2011 ještě 28. kříž. Kříž byl 24. června 2011 odstraněn. V roce 2021 se však kříž na stejné místo znovu vrátil.
Na Staroměstském náměstí se 21. února 1948 konala demonstrace, při které promluvil Klement Gottwald z balkónu paláce Kinských. Později se fotografie a balkon na Staroměstském náměstí, asi mylně, spojily s jeho známým projevem „Právě jsem se vrátil z Hradu…“ z 25. února, který symbolicky zahájil období komunistické vlády (Vítězný únor). Ve skutečnosti však 25. února řečnil z improvizované tribuny na korbě nákladního vozu na Václavském náměstí.
Dne 7. listopadu 1962 vybuchla během oficiálního shromáždění k výročí bolševické říjnové revoluce v Rusku amatérsky vyrobená bomba. Přestože byli dva lidi těžce zraněni, tiskem byla událost ututlána.
V poválečném období neuspěl žádný plán na obnovu radnice, ale roku 1966 byla zrušena tramvajová trať a náměstí se změnilo v pěší zónu (od roku 1962 je navíc národní kulturní památkou). V souvislosti s rekonstrukcí mezi lety 1987 a 1988 bylo náměstí kompletně předlážděno. Na podstavci sousoší Jana Husa vybuchla 2. června 1990 bomba, která zranila osmnáct lidí, její původce není znám.

### 21. století
O úpravách a celkové revitalizaci náměstí se diskutuje už více než 100 let. Uvažuje se o dostavbě radniční budovy, o obnovení Krennova domu či Krocínovy kašny. 
V roce 2017 přibyly na okraji Staroměstského náměstí žluto-černé betonové bloky (tzv. city bloky) jako ochrana proti terorismu. Umístila je sem městská Správa služeb na doporučení městské policie. Jejich estetický vzhled je kritizován památkáři a laickou veřejností.
Roku 2020 byl obnoven Mariánský sloup. Po dřívějším zamítnutí roku 2017, v lednu 2020 zastupitelstvo Hlavního města Prahy instalaci Mariánského sloupu schválilo a v srpnu 2020 byl vysvěcen. V 21. století se na náměstí odehrává také mnoho demonstrací.

## Významné budovy a objekty

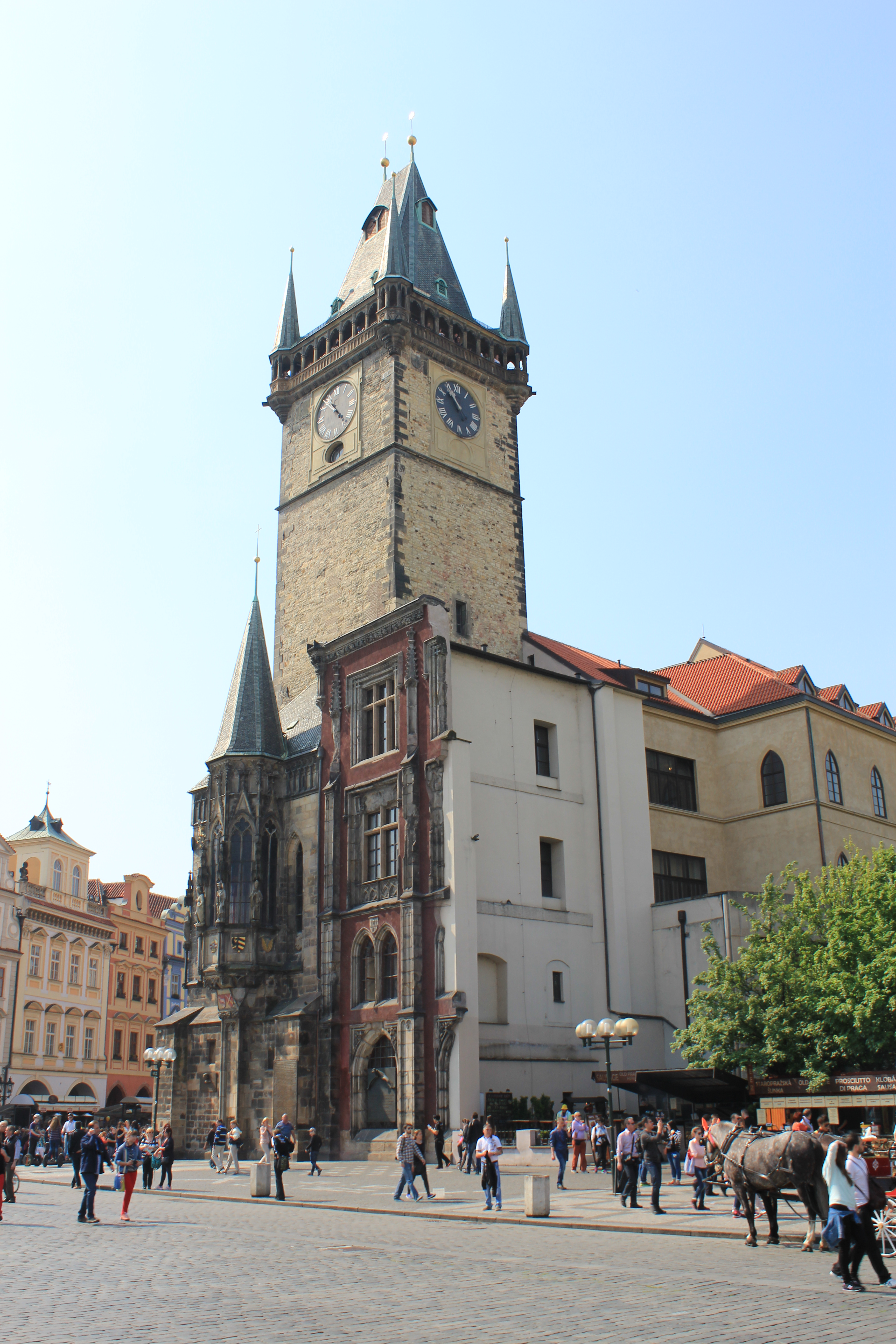
Staroměstská radnice

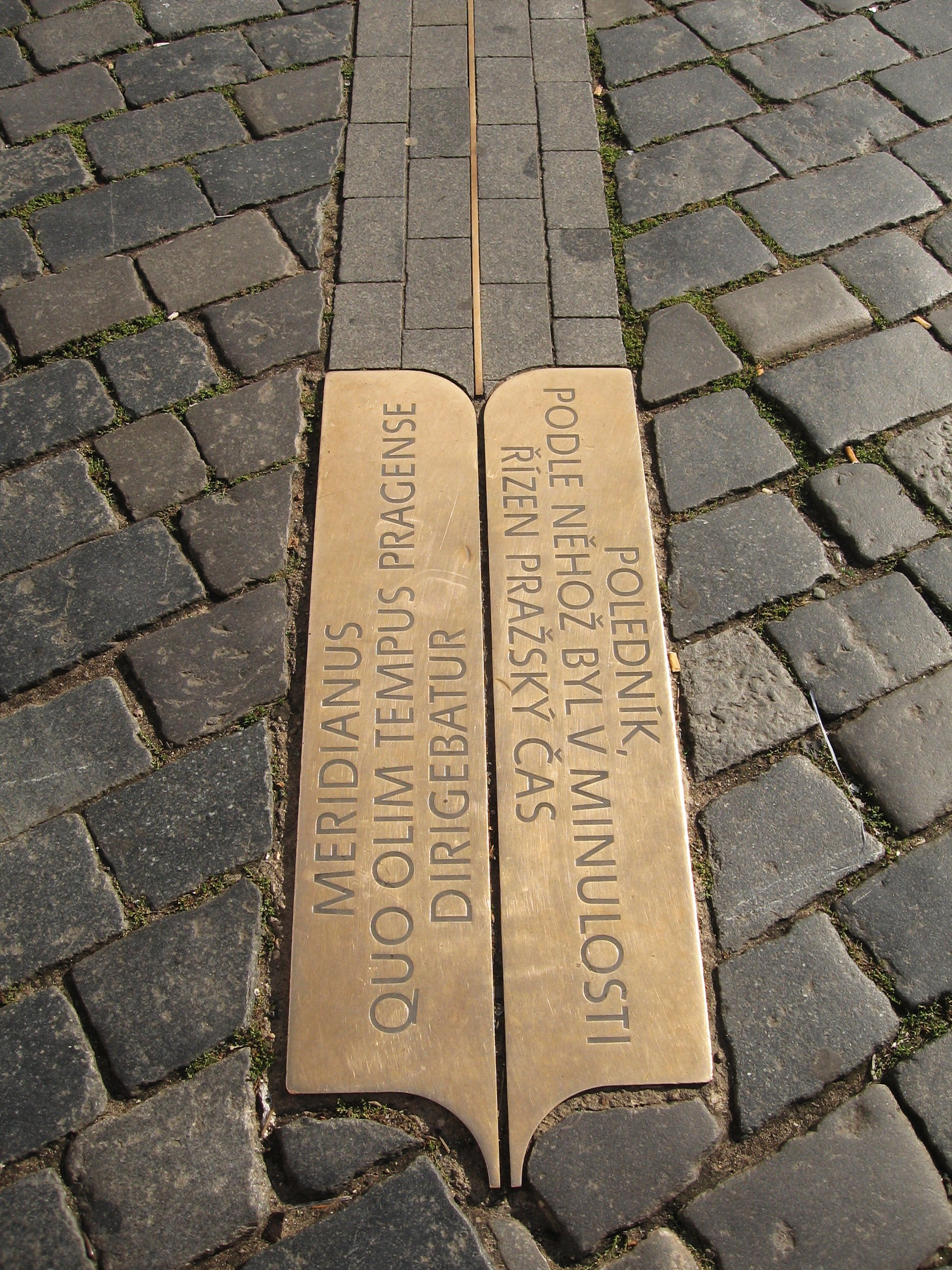
Pražský poledník (14°25'17" v.d.) byl vyznačován stínem, který v poledne vrhal Mariánský sloup

### Staroměstská radnice
Na jihozápadní straně Staroměstského náměstí se nachází Staroměstská radnice s Orlojem. Ten vytvořil na počátku 15. století hodinář Mikuláš z Kadaně podle návrhu Jana Šindela a roku 1490 ho upravil hodinář mistr Hanuš. Samotná radnice je vystavěna v gotickém slohu s kruhovými okny a lomenými oblouky.
Pozoruhodný je zejména arkýř s 5/8-uzávěrem, jenž patří ke gotické kapli započaté v roce 1360. Roku 1381 byla zasvěcena Panně Marii. Zatímco kružby cviklu a vyvařování korunované vimpergy (ozdobný štít) jsou nejzazším bodem originálu, jsou sloupové figury pod baldachýnem příměsí z 19. století. Pouze socha Marie na levém roku stavby je kopií jedné pískovcové sochy z roku 1381 (originál je v Muzeu Hlavního města Prahy).
Během Pražského povstání v květnu 1945 byla radnice silně poškozena bombardováním německých jednotek. Škody byly po válce odstraněny v rámci rozsáhlé restaurace. Novogotická přístavba musela být zbourána. Na jejím místě je dnes malý parčík s památníkem obětem povstání.

### Další objekty
- Týn
- Pomník mistra Jana Husa
- Kostel svatého Mikuláše
- Kostel Matky Boží před Týnem
- Palác Kinských
- Dům U Kamenného zvonu
- Týnská škola
- Pražský poledník
- Mariánský sloup
- Dům U Bílého jednorožce
- Dům U Kamenného beránka
- Dům U Lazara
- Dům U Měny
- Štorchův dům
- Dům U Zlatého slona
- Dům U Minuty
- Dům U zlatého rohu

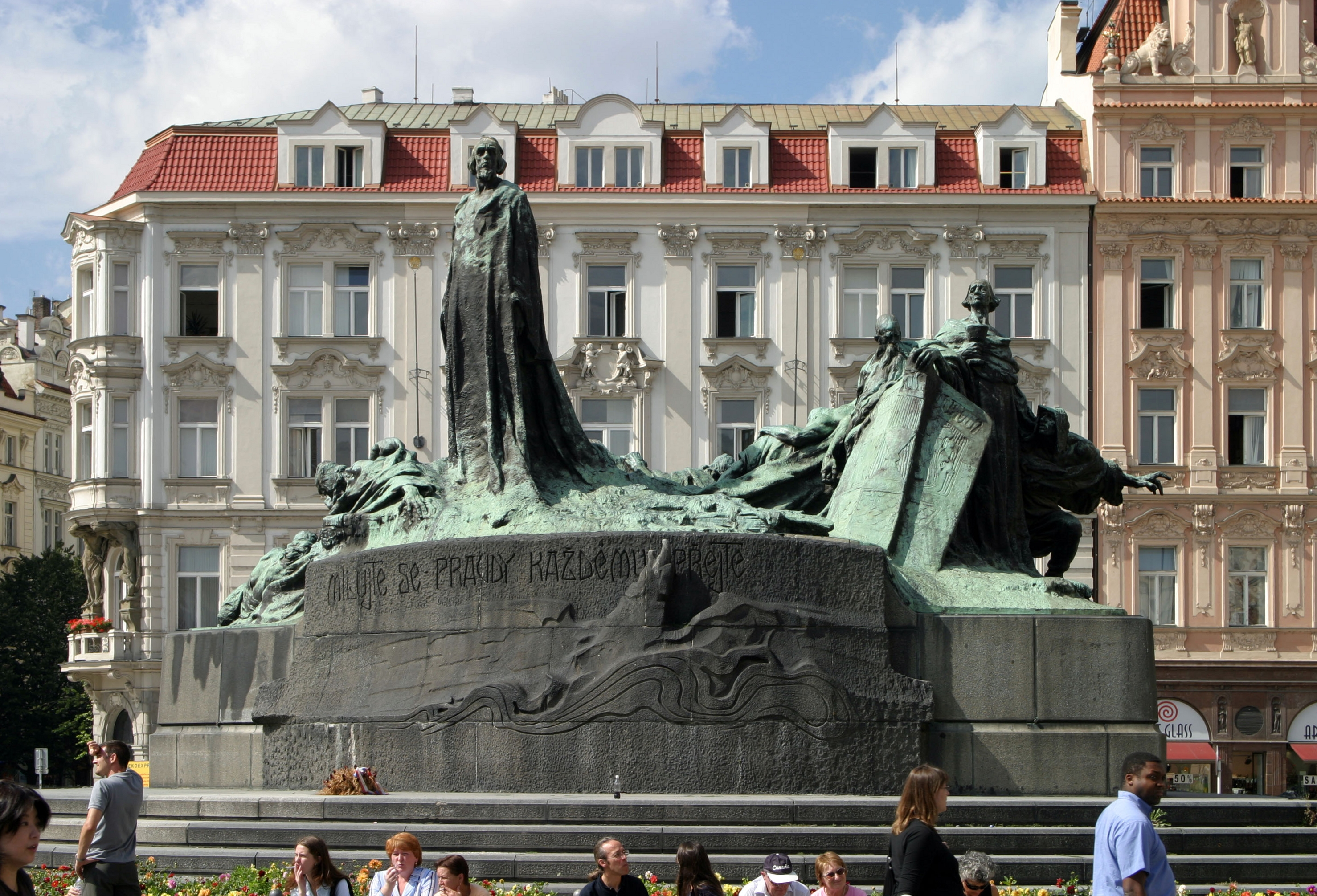
Pomník Jana Husa na Staroměstském náměstí

- bývalý klášter pavlánů u svatého Salvátora
- bývalá Pražská městská pojišťovna – v současnosti budova Ministerstva pro místní rozvoj
- Dům U Černého anděla
- Dům Vilímkovský
- Dům U Vola
- Dům U Červené lišky

## Trhy
O Vánocích a Velikonocích jsou zde umístěny stánky, které mají připomínat středověké trhy. Na vánoční trhy je zde vystaven vánoční stromek a také hudební pódium, jsou to návštěvností největší vánoční trhy v Česku, navštěvovány jsou statisíci návštěvníky z České republiky i ze zahraničí. Z cizinců navštěvují trhy především Němci, Rusové, Italové a Britové.

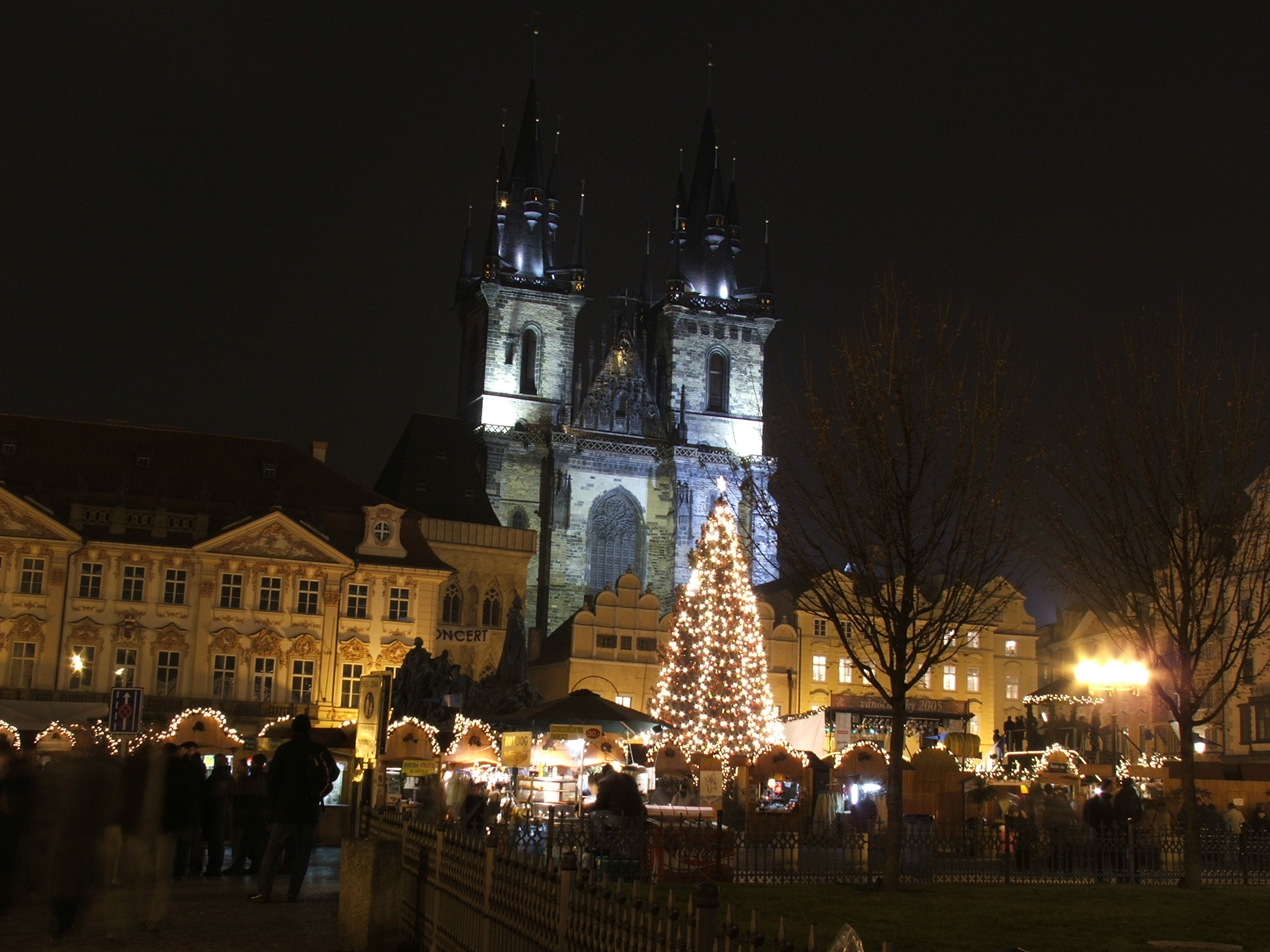
Vánoční trhy 2005
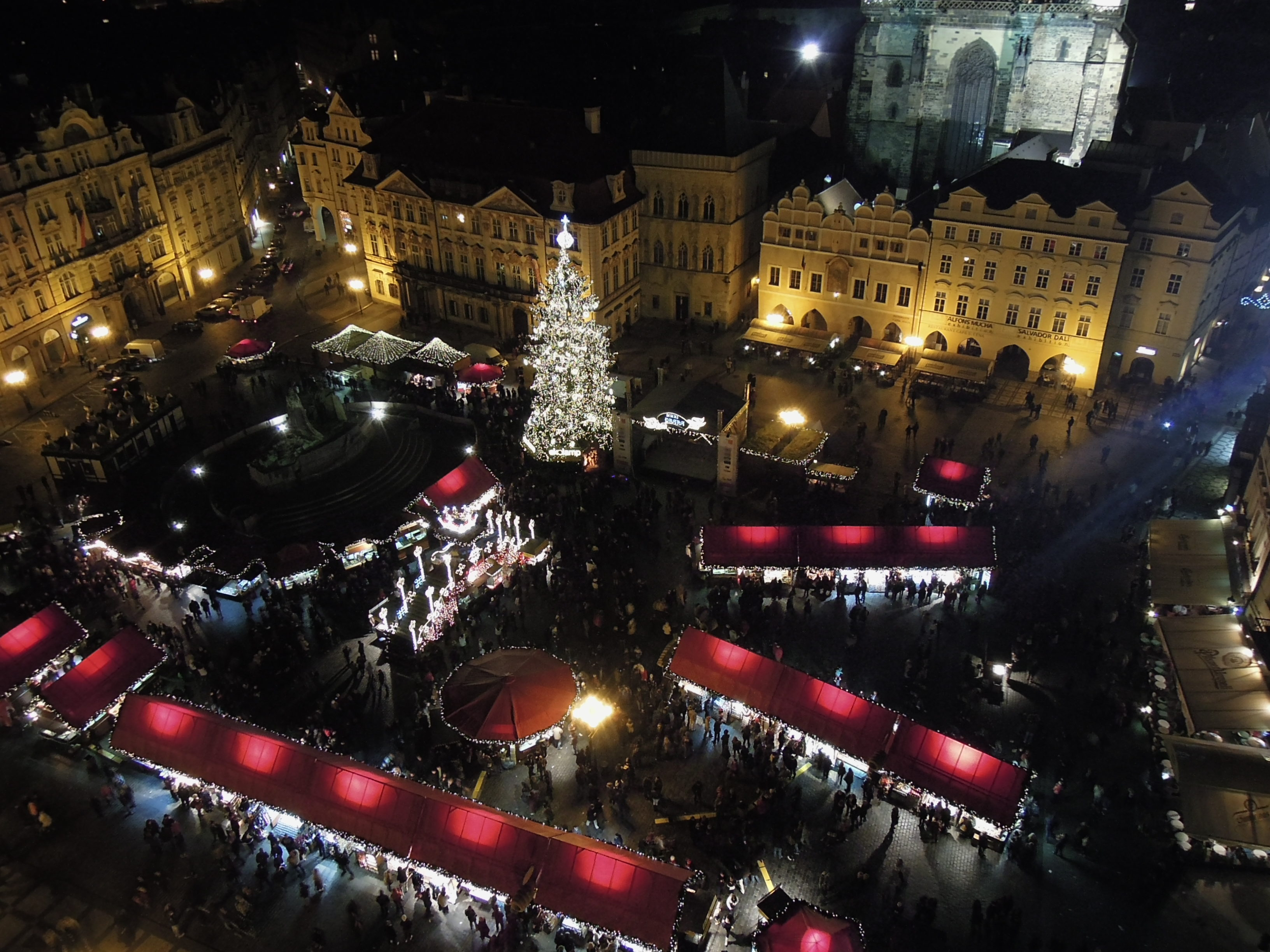
Vánoční trhy 2011
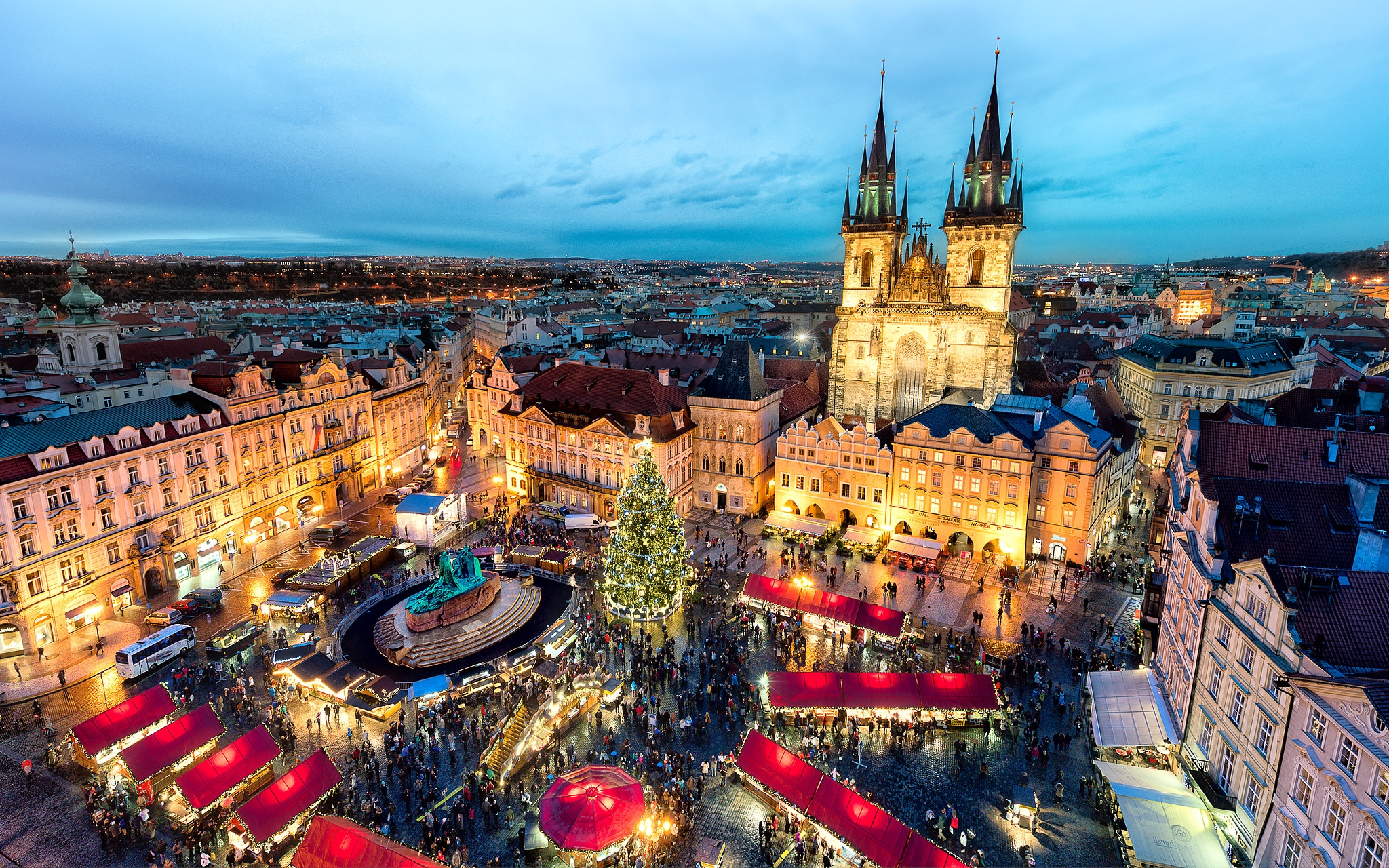
Vánoční trhy 2015
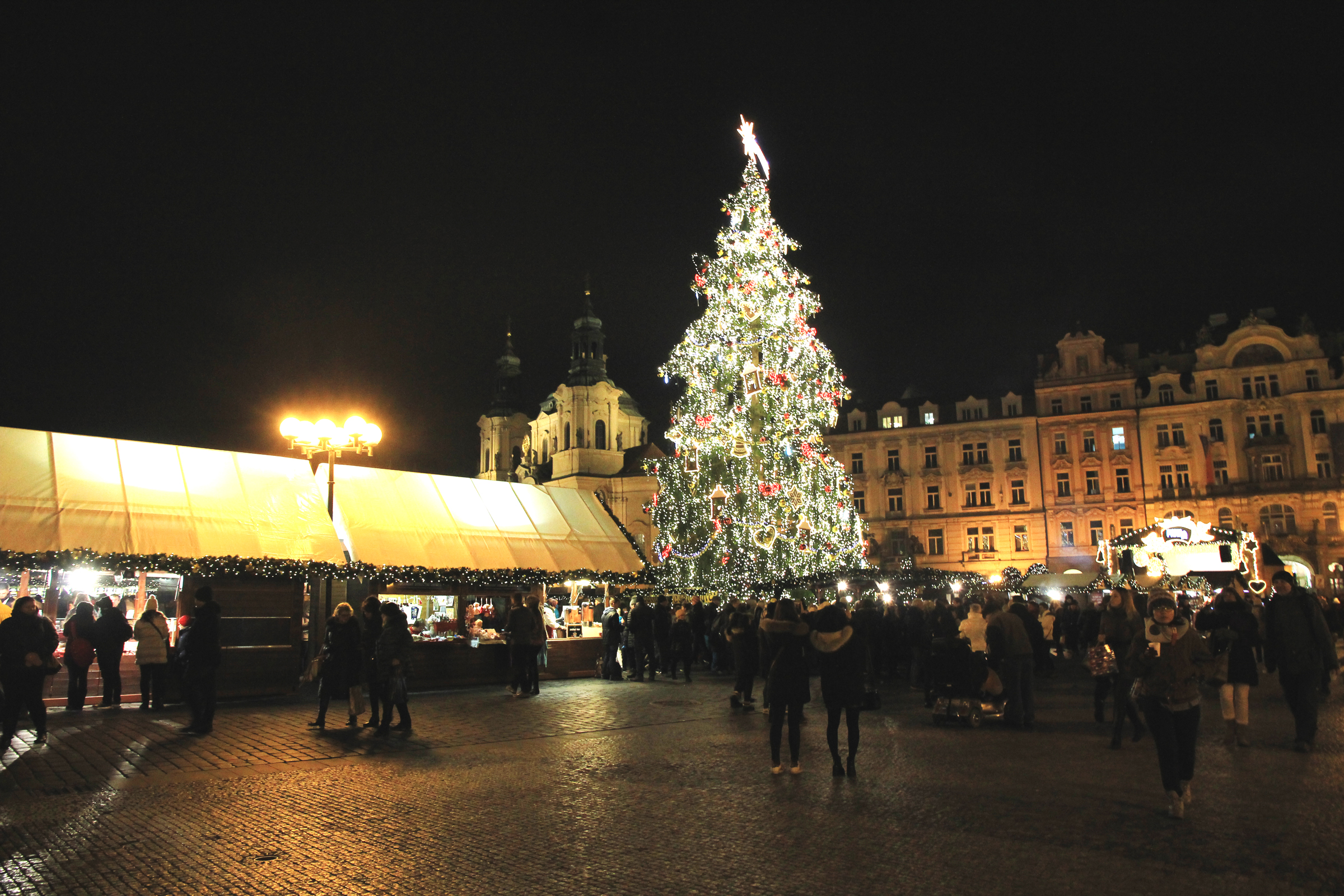
Nejvyšší vánoční stromek pro Prahu roku 2016 (33m vysoký smrk)
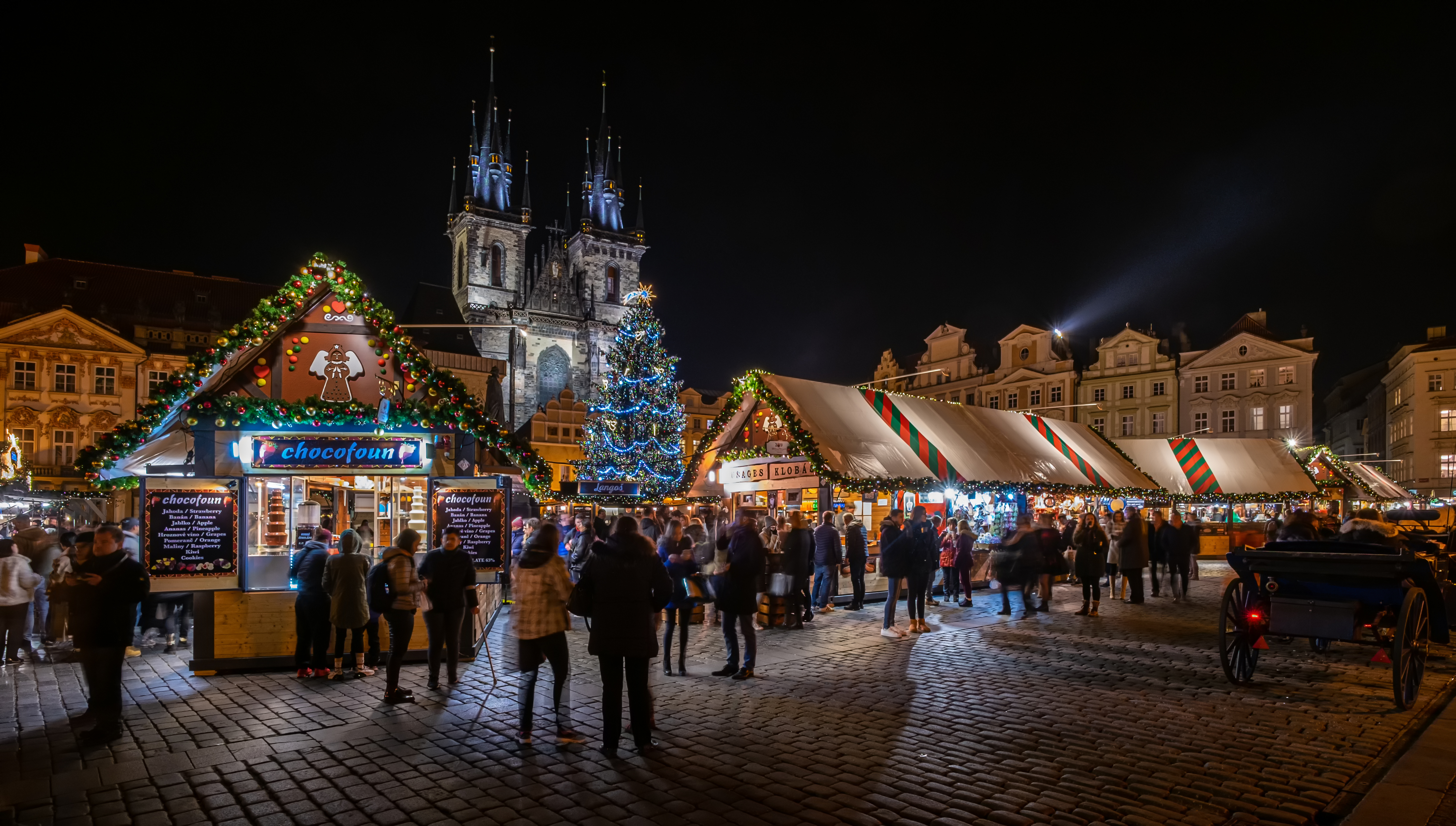
Vánoční trhy 2019

## Okolní ulice a náměstí
- Celetná ulice (první část královské cesty)

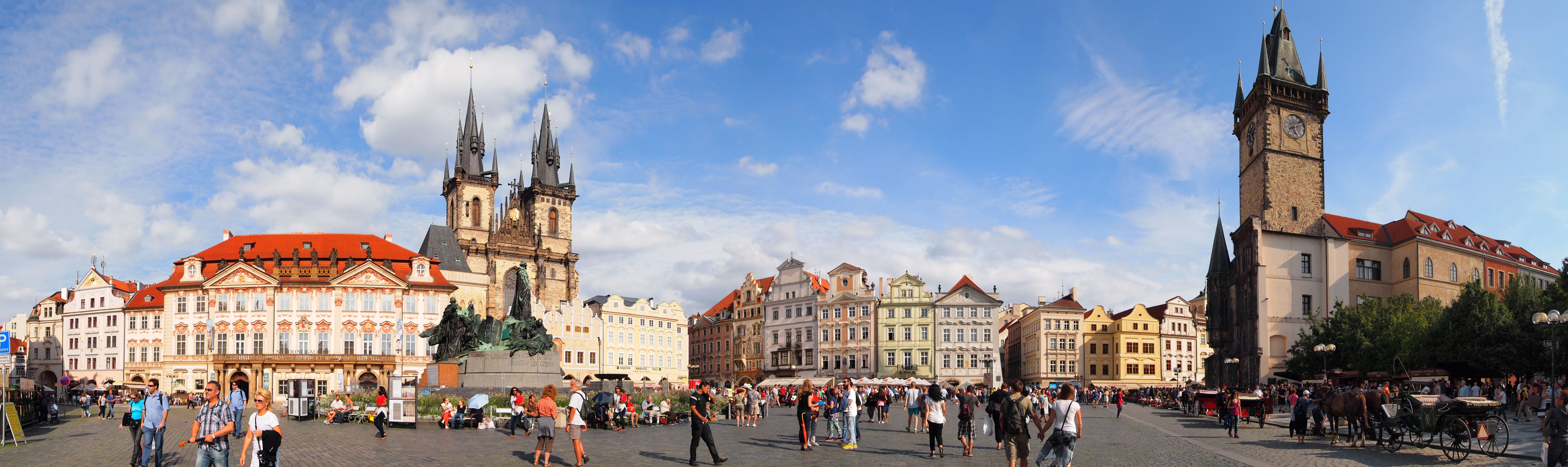
Pohled na Staroměstské náměstí

- Pařížská
- Dlouhá
- Týnská
- Malé náměstí
- Mikulašská
- Železná ulice
- Náměstí Franze Kafky